# Betlanovce
Betlanovce és un poble i municipi d'Eslovàquia. Es troba a la regió de Košice, a l'est del país.

## Història
La primera referència escrita de la vila data del 1311.

## Demografia
| Godina             | 1994 | 2004    | 2014   | 2024    |
| ------------------ | ---- | ------- | ------ | ------- |
| Nombre de persones | 503  | 636     | 694    | 776     |
| Diferència         |      | +26,44% | +9,11% | +11,81% |

| Godina             | 2023 | 2024 |
| ------------------ | ---- | ---- |
| Nombre de persones | 776  | 776  |
| Diferència         |      | +0%  |